# Зиланткон
Зиланткон — крупнейший в России международный фестиваль любителей фантастики, толкинистики и ролевых игр, проходящий ежегодно во время ноябрьских каникул в Казани. Последние годы основная программа проходит в Доме культуры имени Ленина. Среднее число участников — более 2000 (Зилант-2003 — более 2000 заявок, Зилант-2006 — более 2500 заявок).

## История
«Зиланткон» впервые был проведён в 1991 году по инициативе Казанского городского Клуба любителей фантастики «Странники» при содействии Казанского государственного университета. Казанский конвент назван Зилантовым по имени дракона Зиланта, который по легенде когда-то жил близ Казани. Первый фестиваль собрал около 100 человек из Казани, Москвы, Санкт-Петербурга, Красноярска и других городов бывшего СССР.
Отцами-основателями первого Зиланткона были сотрудник КГУ, президент КЛФ «Странники» Андрей Ермолаев (Рагнар, Доктор Мирабилис, Президент); студент института культуры, предводитель команды эльфов Серебристой Гавани Михаил Русин (Белег Морквенди) и член Методологического семинара Рустем Максудов. К ним присоединились члены КЛФ Олег Габелко, Шамиль Амирханов, Татьяна Борщевская (по мужу — Румянцева) (Тордис), Людмила Смеркович (Скади), Эльвира Байгильдеева (Удруне-та-Хелдиндреда), Владислав Хабаров (Балин), а также многочисленные игровые гномы, предводительствуемые Славой Хабаровым, и игровые эльфы, предводительствуемые Михаилом Русиным.
У оргкомитета по подготовке конвента сначала было три сопредседателя, но к открытию фестиваля был выбран единый Председатель оргкомитета. Им стал Андрей Ермолаев, и он занимал этот пост десять лет. Проведя десятый Зиланткон в 2000 году, он заявил о своей отставке, выдержал характер и ушёл с этого поста несмотря на многочисленные просьбы остаться. Новым председателем Оргкомитета был выбран Борис Фетисов (являвшийся членом оргкомитета с самого первого фестиваля и прошедший в нём все ступени роста). Он и остается Председателем оргкомитета до настоящего времени, а Андрей Ермолаев является почетным президентом конвента.
В 2000-х годах в состав Оргкомитета Зиланткона вошло большое количество людей из разных городов России, и теперь его организация — дело не только Казани, но и всей страны.
Конвенты «Зиланткон» проходили в следующих помещениях:
- Культурно-спортивный центр УНИКС при КГУ (1991, 1992 года);
- Казанский Дом ученых (1993);
- Факультет физкультуры КГПИ и Центр детского творчества им. Алиша (1994);
- Национальный культурный центр (бывший музей Ленина) и Центр детского творчества им. Алиша (1995);
- ДК им. Гайдара (1996—2008, 2010—2014);
- Спорткомплекс «Триумф» (2013);
- ДК им Ленина (с 2000 года по настоящее время).

## Описание
Зиланткон изначально задумывался организаторами как «синтетический» конвент, объединяющей в себе представителей сразу нескольких молодёжных тусовок — фэнов (любителей фантастической литературы), игровиков (участников ролевых игр) и мастеров (организаторов ролевых игр), толкинистов (людей, серьёзно занимающихся изучением творчества Дж. Р. Р. Толкина), реконструкторов (членов клубов исторической реконструкции), менестрелей (представителей песенной и музыкальной игровой культуры) и так далее. В первые годы существования «Зиланткона» (1991-95 годы) очень многие сомневались, что эта задача выполнима, однако последующее развитие конвента доказало правильность выбранного Оргкомитетом Зиланткона пути.
В 2010 году конвент прошёл в двадцатый раз. Он является безусловным лидером среди игровых конвентов России и имеет достаточно высокий авторитет среди фэновских конвентов.
На «Зилантконе» вручаются литературные премии «Большой Зилант». и «Малый Зилант». Отличие «Большого Зиланта» от большинства других премий за лучшее фантастическое произведение в том, что в номинацию принципиально не попадают произведения, опубликованные ни в этом году, ни в предшествующем. Участвовать в номинации имеют право книги за 5 лет, опубликованные от 2 до 7 лет назад, не забывшиеся за это время, а наоборот, завоевавшие популярность и доказавшие свой высокий художественный потенциал. Решение о вручении премий принимает литературное Жюри, сопредседателями которого являются Андрей Ермолаев (критик и редактор, первый Президент Зиланткона, а ныне один из администраторов сайта Fantlab.ru) и писатель-фантаст Святослав Логинов.
На «Зилантконе» вручаются также ролевые премии «Дюрандаль», «Самая популярная игра» и другие.

## Площадки фестиваля
- Секция ролевых игр: РИ-практика, РИ-теория, итоги сезона, игра на Зилантконе (2007 год), презентации игр, «самая популярная игра».
- Литературно-фантастическая секция: мастер-классы писателей, фантастиковедение (или Фэн-блок), толкинистика, ЛитИгроСтрой (ЛИС).
- Музыкальная секция: сольные концерты, концерты групп, сборные концерты, «менестрельник», «Турнир на Песнях», центральная концертная площадка, открытая программа.
- Шоу-направление: зилант-фильм, театральные постановки, выставки, дискотеки, площадка исторических танцев, fashion-блок.
- Турниры: турниры по настольным играм, игровой, исторический.
- Партнерские проекты других конвентов, круглые столы.
- Прочее: ярмарка.

### Секция ролевых игр

#### Теория РИ
Традиционно на площадке «Теория РИ» происходит обсуждение накопленного опыта по созданию, воплощению и организации ролевых игр живого действия.

### Литературно-фантастическая секция

#### Мастер-классы писателей
Мастер-классы — это семинары по обучению работе с прозаическими текстами. Отличается от традиционного литсеминара тем, что сюда приходят в основном слушать руководителей классов, консультироваться и делать выводы. За несколько занятий участники семинара могут получить информацию о ремесле, приемах работы со словом, слогом и текстом, узнать, как оформлять рукопись, как готовить её к печати и куда рассылать. Наград и дипломов за обучение не предполагается, но победители прозаических мастер-классов оглашаются публично.

### Музыкальная секция

#### Сборные концерты
«Сборные концерты» — хорошая возможность для исполнителей, готовых выступить в формате джем-сейшна, для музыкантов, готовых импровизировать и активно взаимодействовать друг с другом на сцене. Также это возможность выступить для исполнителей, у которых не набирается материала на полный часовой сольник.
Музыканты подбираются по схожести стиля и жанров своего творчества.

### Шоу-направление

#### Выставки
Эта площадка посвящена изобразительным произведениям, возникающим под влиянием ролевых игр и фантастической литературы. Основная цель площадки — экспозиция таких работ.

## Антизилант
На конвенте Зиланткон-2005 в Казани писателю А. А. Бушкову был присуждён антиприз «Антизилант» — мешочек с мелочью общей суммой в 7 рублей 2 копейки, с формулировкой за достижение максимального коммерческого успеха при минимальном творческом вкладе за серию романов «О Свароге».